# Michael Bolton
Michael Bolotin (New Haven, 26 de fevereiro de 1953), mais conhecido pelo seu nome artístico Michael Bolton, é um cantor e compositor estadunidense. Bolton tocou nos gêneros hard rock e heavy metal de meados da década de 1970 a meados da década de 1980, tanto em seus primeiros álbuns solo quanto naqueles que gravou como vocalista da banda Blackjack. Seu início de carreira também o viu como um compositor de sucesso, coescrevendo sucessos como "How Am I Supposed to Live Without You" para Laura Branigan, que mais tarde gravou como single solo.
Bolton alcançou o máximo reconhecimento como cantor de baladas pop no final dos anos 1980 e início dos anos 1990, com colaborações notáveis com compositores como Diane Warren e Desmond Child. Durante esse tempo, ele fez covers de músicas como "(Sittin' On) The Dock of the Bay" de Otis Redding e "When a Man Loves a Woman" de Percy Sledge. Apesar de seu sucesso comercial no gênero adulto contemporâneo, Bolton enfrentou críticas por ser derivativo. Em 2000, ele enfrentou uma polêmica batalha legal com os Isley Brothers sobre plágio, que resultou em um acordo financeiro substancial.
Bolton vendeu mais de 75 milhões de discos e gravou oito álbuns no top 10 e dois singles número um nas paradas da Billboard, além de ganhar seis American Music Awards e dois Grammy Awards.

## Início da vida
Bolton nasceu em New Haven, Connecticut. Seu pai, George Bolotin, era um funcionário local do Partido Democrata, e sua mãe, Helen, era dona de casa. Ele tem um irmão, Orrin, e uma irmã, Sandra. Aos 7 anos, Bolton já tocava saxofone. Ele começou a escrever canções aos 9 anos. Aos 14, ele formou um grupo, os Nomads, que assinou um contrato de singles com a Epic Records quando Bolton tinha 16 anos. Com a permissão de seus pais, ele abandonou o ensino médio e saiu de casa aos 15 anos para viajar pelo país ao longo da Rota 66 dos Estados Unidos e se dedicar à música em tempo integral. Ele fez biscates, inclusive como babá de Paula Abdul.

## Carreira musical

### Hard rock e composições
Bolton começou a gravar em 1975 no The Church Studio em Tulsa, Oklahoma. Este primeiro álbum foi autointitulado usando seu sobrenome original, Bolotin. No início de sua carreira musical, ele se concentrou no hard rock, com sua banda Blackjack abrindo uma turnê para o artista de heavy metal Ozzy Osbourne. Houve rumores de que em 1983 Bolton fez o teste, mas foi negado, o cargo de vocalista principal da antiga banda de Osbourne, Black Sabbath. Bolton afirmou mais tarde que isso não era verdade, dizendo: "Aquele boato sobre eu fazer um teste para o Black Sabbath era apenas um boato, não sei como isso começou". Em 2004, a canção "Maybe It's the Power of Love" de Bolton com Blackjack foi amostrada pelo rapper Kanye West para sua canção "Never Let Me Down".
Aproveitando o sucesso obtido como compositor, ele coescreveu o tema How Am I Supposed To Live Without You, para Laura Branigan, cantora mundialmente conhecida como a intérprete de Gloria, que fez parte da trilha sonora do musical Flashdance, de 1983. A canção ficou no top 10 das rádios americanas e manteve-se nas paradas durante três semanas. Graças ao sucesso alcançado, Branigan e Bolton decidiram então a voltar a trabalhar juntos, agora com a canção I Found Someone, de 1985, que não repetiu o sucesso anterior. Em 1987, porém, a cantora Cher fez desta música um hit. Desde então Michael trabalha compondo para outros artistas. Sua popularidade aumentou quando começou a co-escrever para artistas como BabyFace, Diane Warren, Bob Dylan, Barbra Streisand, KISS, Kenny Rogers, Kenny G, Patti LaBelle, entre outros. Em fins da década de 80, Bolton alcançou fama mundial ao gravar baladas românticas. Um de seus maiores sucessos foi com a interpretação de (Sittin' On) the Dock of the Bay, regravação de um clássico de Otis Redding. Assim, Bolton começou a se interessar por soul e por clássicos da Motown, chegando até a regravar Georgia on My Mind, sucesso de Ray Charles. Bolton também fez inúmeras parcerias como cantor. Entre as mais frutíferas figuram as com Plácido Domingo, Luciano Pavarotti, José Carreras, Lucia Aliberti, Patti LaBelle, Celine Dion, Ray Charles, Percy Sledge e BB King.[carece de fontes?]

### Sucesso máximo
Bolton alcançou seu maior sucesso como cantor pop no final dos anos 1980 e início dos anos 1990. Ele cantou canções escritas ou co-escritas com grandes compositores de sucesso da época, incluindo Diane Warren e Desmond Child (bem como "Steel Bars" escrita por Bolton e Bob Dylan), mas também teve vários sucessos que foram remakes de Clássicos do soul dos anos 1960. Um de seus primeiros grandes sucessos foi sua interpretação de 1987 do clássico de Otis Redding "(Sittin' On) the Dock of the Bay". A viúva de Redding, Zelma Redding, disse que ficou tão comovida com a atuação de Bolton "que me trouxe lágrimas aos olhos. Me lembrou tanto de meu marido que sei que se ele ouvisse, sentiria o mesmo".
De 1987 a 1995, Bolton teve quatro álbuns entre os dez primeiros e sete músicas entre os dez primeiros nos Estados Unidos. Ele teve um sucesso ainda maior nas paradas adultas contemporâneas, onde ela teve uma série de 14 sucessos consecutivos no top 10, incluindo oito números um.
Bolton também teve 12 músicas entre as dez primeiras no Canadá, mas teve menos sucesso fora da América do Norte, com quatro singles entre as dez primeiras no Reino Unido e alguns outros em vários outros países europeus.
O trabalho de Bolton durante o período foi criticado por ser derivado, e em 1992, os Isley Brothers entraram com uma ação contra Bolton, alegando que seu hit de 1991 "Love Is a Wonderful Thing" plagiou sua música de 1966 com o mesmo nome. Uma batalha legal de quinze anos resultou em um pagamento de 4,2 milhões de dólares americanos de Bolton, seu coescritor e seu editor aos Isleys. Um processo semelhante anterior sobre "Como devo viver sem você" foi resolvido em favor de Bolton.

### Trabalho posterior
A popularidade de Bolton diminuiu no final dos anos 1990, mas ele continuou a ter sucessos adultos contemporâneos em meados dos anos 2000. Ele lançou álbuns a cada um ou dois anos até meados da década de 2010. Seu álbum Only a Woman Like You foi lançado em 2001 com a música-título coescrita por Shania Twain. Em 2006, Bolton e Nicollette Sheridan, sua noiva na época, cantaram um dueto, "The Second Time Around", para o álbum Bolton Swings Sinatra. Para Over the Rainbow, álbum que foi gravado em cinco dias, Bolton gravou a música "New York, New York", que também estava em seu álbum Bolton Swings Sinatra. Isto foi para um episódio da série de TV, Challenge Anneka. Os lucros do álbum foram para hospícios infantis em todo o Reino Unido. Bolton lançou seu álbum One World One Love no Reino Unido em 21 de setembro de 2009. O primeiro single, "Just One Love", foi lançado uma semana antes. Em junho de 2011, Bolton colaborou com o músico indiano A. R. Rahman para uma música gravada para Gems – The Duets Collection. Em 2013, Bolton lançou o álbum Ain't No Mountain High Enough: A Tribute to Hitsville U.S.A., que contou com duetos com Kelly Rowland, Melanie Fiona e Orianthi.
Além de suas gravações, Bolton continuou a se apresentar publicamente. Em março de 2007, ele fez uma turnê pela África do Sul pela primeira vez, onde foi a atração principal do show de dois dias do Jacaranda 94.2 FM. Ele realizou um dueto intitulado "Il Mio Amico" com a cantora italiana Anna Tatangelo no Festival de Música de Sanremo de 2008. A música foi originalmente cantada apenas por Tatangelo, mas a versão em dueto continha letras em inglês também.
Em maio de 2011, Bolton foi apresentado como vocalista convidado na música "Jack Sparrow" do The Lonely Island em seu álbum Turtleneck & Chain. Sua performance com o trio cômico de hip-hop se concentrou em seu refrão (intencionalmente) fora do assunto e na falta de comunicação com o grupo, e o vídeo o apresentava vestido com fantasias de Jack Sparrow de Piratas do Caribe, Forrest Gump, Erin Brockovich e Tony Montana de Scarface. Mais tarde, ele apareceu no filme do grupo de 2016, Popstar: Never Stop Never Stopping, e aparece na trilha sonora do filme como vocalista convidado na música "Incredible Thoughts".
Bolton também apresentou sua música em outras mídias. Em agosto de 2006, Bolton foi um dos parceiros de dueto de Lucy Lawless no programa Celebrity Duets da rede Fox Broadcasting Company, que a Syco Productions Company de Simon Cowell produziu para a rede. No final de 2013 e início de 2014, ele apareceu em comerciais da Honda nos quais canta. Em 2015, ele cantou em um episódio de Last Week Tonight with John Oliver sobre o IRS. No mesmo ano, ele se apresentou em um comercial da Pizza Hut cantando Jingle Bells enquanto uma família abria seu pedido de pizza. Bolton contribuiu com "Upbeat Inspirational Song About Life" e sua reprise para Teen Titans Go! To the Movies, que foi lançado em 27 de julho de 2018. Ele também dá voz ao Tigre que canta a música do filme.
Em 2021, ele estrelou a sexta temporada de The Masked Singer, onde cantou "Ain't No Mountain High Enough" de Marvin Gaye e Tammi Terrell com Faith Evans como "Skunk". Em 2023, ele competiu na nona temporada como "Lobo". Depois de ser eliminado em "DC Superheroes Night", ele aproveitou o tempo para promover seu próximo álbum e fez um bis tocando "How Am I Supposed to Live Without You".
Bolton competiu no American Song Contest, representando Connecticut e cantando a música "Beautiful World", com sua primeira apresentação na primeira semana, em 21 de março de 2022. Ele chegou à final, terminando em sétimo lugar.

## Carreira cinematográfica
Bolton fez várias aparições em filmes e na televisão, geralmente aparecendo como ele mesmo, como em Meet Wally Sparks (1997), Two and a Half Men (2012), e The Nanny (1998).
Em setembro de 2010, Bolton participou da 11ª temporada do Dancing with the Stars. Ele e sua parceira de dança Chelsie Hightower foram o segundo casal a ser eliminado, em 28 de setembro de 2010.
Em 15 de maio de 2018, American Dream: Detroit, um documentário produzido por Bolton, estreou no Redford Theatre. Bolton adora Detroit e queria destacar o seu regresso econômico. O documentário apresenta entrevistas com vários magnatas dos negócios, cantores e outros nativos de Detroit, incluindo Christopher Ilitch, Jerry Bruckheimer, Francis Ford Coppola, Aretha Franklin, Smokey Robinson e Alice Cooper.

## Vida pessoal
Bolton se descreve como um "judeu rebelde". Ele foi criado em uma família liberal e descreve a casa de sua infância como tendo sido decorada com uma menorá de Hanukkah e uma árvore de Natal durante as férias. Seus avós mantinham uma família kosher. Ele deixou a escola hebraica aos 12 anos, quando seu rabino o proibiu de retornar, a menos que parasse de brincar. No entanto, Bolton tornou-se um bar mitzvah aos 13 anos e disse que mantém algumas crenças no Judaísmo.
Bolton tem sido um vegetariano desde 1970.
Em janeiro de 2013, Bolton publicou uma autobiografia, The Soul of It All: My Music, My Life.

### Relacionamentos e família
Michael Bolton é pai de três filhas, cada uma nascida com dois anos de diferença: Isa, Holly e Taryn, frutos de sua união com Maureen McGuire, que durou de 1975 a 1990. Ele se tornou avô pela primeira vez em outubro de 2010, através de sua filha Taryn. Em fevereiro de 2019, ele tinha seis netos.
Bolton foi apresentado à atriz Nicollette Sheridan em 1992 pelo saxofonista adulto contemporâneo/jazz Kenny G. Bolton e Sheridan namoraram até se separarem em 1995. Eles se reuniram novamente em 2005 e ficaram noivos em março de 2006. No entanto, foi confirmado em agosto de 2008 que eles romperam o noivado.

## Filantropia
Em 1993, Bolton estabeleceu a Fundação Michael Bolton, mais tarde renomeada como The Michael Bolton Charities, para ajudar mulheres e crianças em risco devido aos efeitos da pobreza, bem como do abuso emocional, físico e sexual. No final da década de 1990, a instituição de caridade foi fortemente criticada pela baixa porcentagem de contribuições destinadas a trabalhos de caridade. Em 1995, apenas 15% dos 2,6 milhões de dólares que a fundação arrecadou foram para caridade, com a maior parte dos fundos pagando um concerto encabeçado por Bolton.
Bolton e a fundação têm um relacionamento de longa data com o ex-governador republicano de Connecticut, John G. Rowland; Rowland direcionou o financiamento estatal para a instituição de caridade de Bolton. Em 1995, Bolton se apresentou em uma arrecadação de fundos para Rowland depois que a fundação recebeu uma doação de 300 mil dólares americanos do estado. Em 2014, quando Rowland estava prestes a ser condenado por fraude de serviços honestos, fraude postal e fraude fiscal, Bolton escreveu uma carta em apoio a Rowland ao juiz designado para sentenciar Rowland. A fundação aceita propostas de financiamento apenas por convite.
Bolton também é o presidente honorário da Prevent Child Abuse America e presidente nacional do This Close for Cancer Research, e é membro dos conselhos da National Mentoring Partnership e do Joe DiMaggio Children's Hospital.
Em 25 de julho de 1993, Bolton jogou contra Michael Jordan em um jogo de softball beneficente televisionado no estádio Chicago White Sox, Comiskey Park. A equipe de Bolton, The Bolton Bombers, composta por Bolton e sua banda, venceu o jogo por 7–1 contra a equipe de Jordan, a Força Aérea da Jordânia, que era composta por celebridades como Magic Johnson, Chris Chelios, Ahmad Rashad, Evander Holyfield, Daniel Baldwin, William Baldwin, Mark Harmon, MC Hammer, Tom Selleck e Stacey King, com Bo Jackson como treinador.
Em março de 2003, Bolton juntou-se à Lifetime Television, Verizon Wireless e outros para fazer lobby em nome da Coligação Nacional Contra a Violência Doméstica, promovendo legislação para fornecer mais assistência às vítimas de violência doméstica, tais como opções de habitação a preços acessíveis.
Bolton recebeu o Prêmio Lewis Hine do Comitê Nacional do Trabalho Infantil, o Prêmio Martin Luther King do Congresso de Igualdade Racial e a Medalha de Honra da Ilha Ellis da Coalizão Étnica Nacional de Organizações. A Câmara de Comércio de Hollywood reconheceu Bolton com uma estrela na Calçada da Fama de Hollywood por suas contribuições musicais e de caridade.

## Discografia
As produções que foram lançadas por Michael são:

### Álbuns de estúdio
- 1975 - Michael Bolotin
- 1976 - Everyday of My Life
- 1983 - Michael Bolton
- 1985 - Everybody's Crazy
- 1987 - The Hunger
- 1989 - Soul Provider
- 1991 - Time, Love & Tenderness
- 1992-  Timeless: The Classics
- 1993 - The Artistry of Michael Bolotin
- 1993 - The One Thing
- 1996 - This Is the Time
- 1997 - All That Matters
- 1998 - My Secret Passion
- 1999 - Timeless: The Classics Vol. 2
- 2001 - Only a Woman Like You
- 2004 - Vintage
- 2005 - 'Til the End of Forever
- 2006 - Bolton Swings Sinatra
- 2009 - One World One Love
- 2011 - Gems: The Duets Collection
- 2012 - Black Hudson feat. Jennifer Hudson
- 2014 - Ain't No Mountain High Enough
- 2017 - Songs Of Cinema
- 2019 - A Symphony of Hits
- 2023 - Spark Of Light

### Compilações
- 1995 - Greatest Hits (1985–1995)
- 2001 - Love Songs
- 2006 - The Essential Michael Bolton
- 2008 - The Very Best of Michael Bolton

### Ao vivo
- 2005 - Best of Michael Bolton Live

### Blackjack
- 1979 - Blackjack
- 1980 - Worlds Apart